# Longus
Longus (lateinisch: der lange) war ein weitverbreitetes römisches Cognomen vieler gentes. Es diente ursprünglich zur Bezeichnung einer körperlichen Besonderheit, vor allem großen Wuchses. Wichtige Namensträger gehörten zu den Familien der Manlii, Sempronii und Tullii.
Der Name begegnet auch in der griechischen Form Longos (Λόγγος) und bezeichnet einen griechischen Schriftsteller wohl des 2. Jahrhunderts n. Chr., siehe Longos.

## Namensträger
- Gaius Considius Longus († 46 v. Chr.), römischer Feldherr und Politiker
- Gaius Sulpicius Longus (337 v. Chr.–312 v. Chr.), römischer Konsul 337, 323 und 314 v. Chr., Zensor 319 v. Chr., Diktator 312 v. Chr.
- Lucius Aemilius Longus, römischer Suffektkonsul 146
- Lucius Manlius Vulso Longus, römischer Konsul
- Manius Tullius Longus, römischer Konsul (um 500 v. Chr.)
- Lucius Marcius Celer Marcus Calpurnius Longus, Suffektkonsul 144
- Quintus Gellius Longus, römischer Statthalter
- Quintus Sulpicius Longus, römischer Konsulartribun 390 v. Chr.
- Tiberius Sempronius Longus (Konsul 218 v. Chr.), römischer Consul 218 v. Chr.
- Tiberius Sempronius Longus (Konsul 194 v. Chr.) († 174 v. Chr.), römischer Consul 194 v. Chr.
- Tineius Longus, römischer Offizier (Kaiserzeit)